# Сан-Фелис-ду-Арагуая
Сан-Фелис-ду-Арагуая (порт. São Félix do Araguaia) — муниципалитет в Бразилии, входит в штат Мату-Гросу. Составная часть мезорегиона Северо-восток штата Мату-Гроссу. Входит в экономико-статистический микрорегион Норти-Арагуая. Население составляет 9226 человек на 2006 год. Занимает площадь 19 009,7 км². Плотность населения — 0,5 чел./км².

## Статистика
- Валовой внутренний продукт на 2003 год составляет 47 872 851,00 реалов (данные: Бразильский институт географии и статистики).
- Валовой внутренний продукт на душу населения на 2003 год составляет 5133,82 реала (данные: Бразильский институт географии и статистики).
- Индекс развития человеческого потенциала на 2000 год составляет 0,726 (данные: Программа развития ООН).